# 富沢祥也

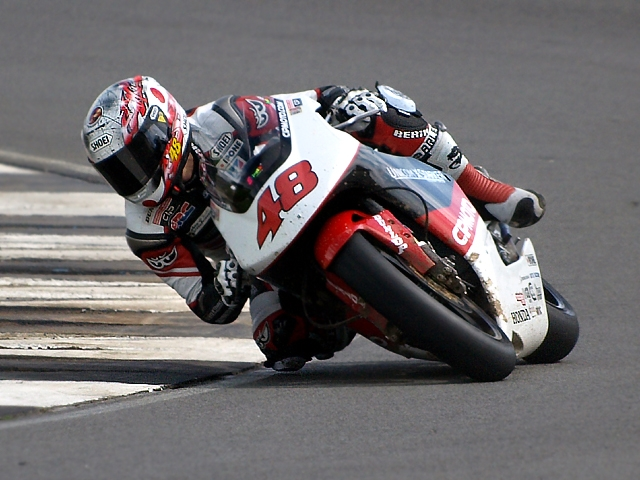
2009年イギリスGP

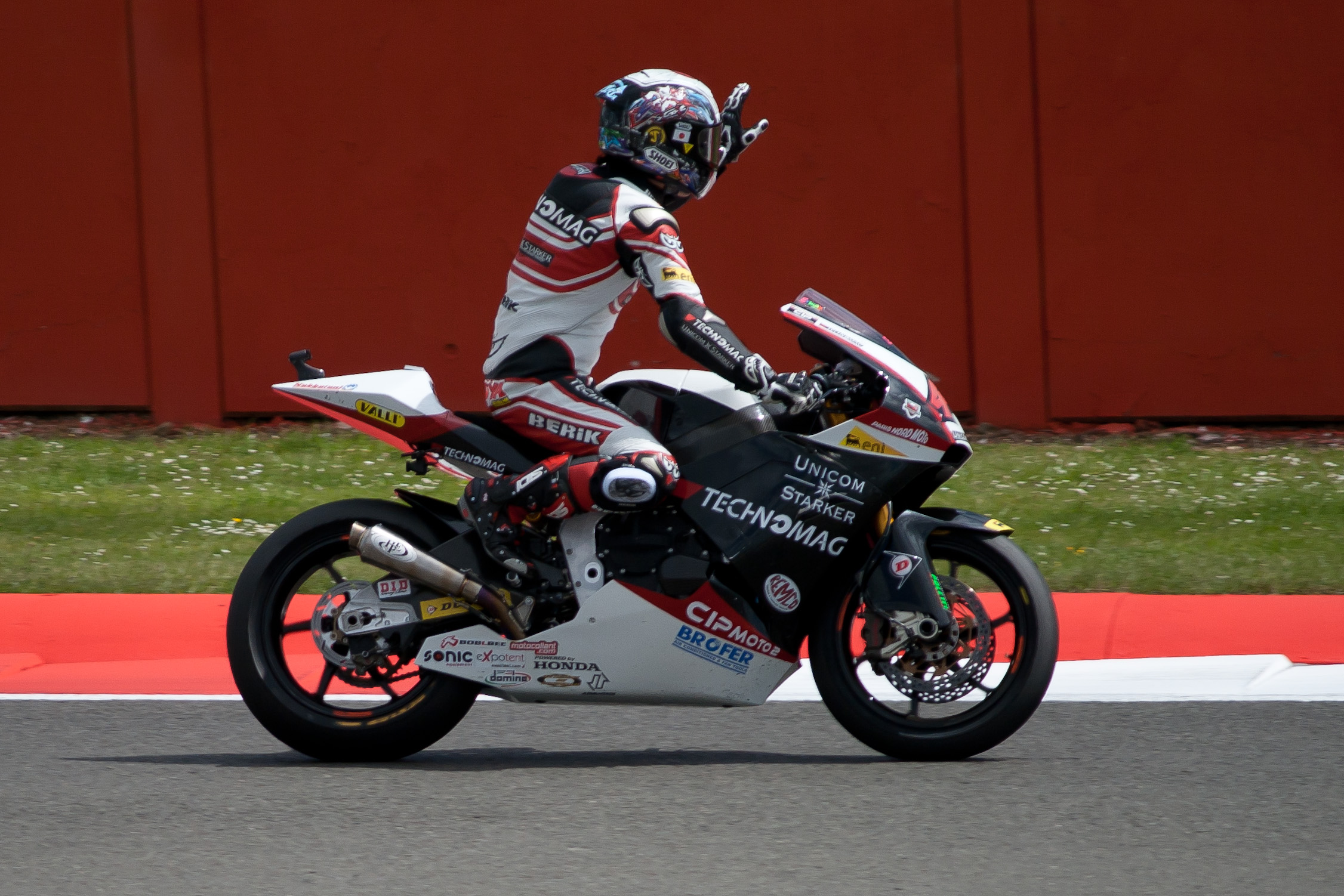
2010年イギリスGP

富沢 祥也 （とみざわ しょうや、1990年12月10日 - 2010年9月5日）は、千葉県旭市出身のオートバイレーサー。2008年の全日本ロードレース選手権250ccクラスシリーズ2位。2009年から2010年までロードレース世界選手権Moto2クラスに参戦していた。

## 経歴
1994年、3歳の時にレース活動（ポケバイ）を開始する。同じ千葉県出身の中上貴晶とはポケバイ時代からのライバルであった。2001年からはミニバイクレースに転向する。
2006年には、全日本ロードレース選手権の125ccクラスにデビュー。全6戦中5戦で表彰台に立ち、シリーズ2位に入りルーキー・オブ・ザ・イヤーを獲得した。この年のチャンピオンは中上貴晶だった。翌2007年には125ccクラスと250ccクラスのダブルエントリーに挑戦し、それぞれシリーズ3位、8位に入った。2008年は250ccクラスに集中し、シリーズ2位を獲得した。
2009年3月に千葉県立匝瑳高等学校を卒業。フランスの元GPライダー、アラン・ブロネクが率いる新興チームであるCIPMOTO-GP250から、ロードレース世界選手権250ccクラスにでフル参戦デビューを果たした。バーニングブラッド製のフレームを搭載するホンダ・RS250Rを駆り、第2戦日本GPと最終戦バレンシアGPでベストリザルトとなる10位を記録、シリーズランキング17位の成績を残した。
2010年も同チームに残留し、250ccクラス後継のMoto2クラスに参戦。ホンダからスッターへの乗り換えとなったが、プレシーズンから好パフォーマンスを見せた。
そして迎えたMoto2クラスの初レースとなる開幕戦カタールGP、9番グリッドからのスタートとなった富沢は、オープニングラップで5番手に浮上し上位争いに絡むと、6ラップ目にトップへ浮上。そのまま譲らず、参戦19戦目にして初優勝を飾る。それまでのベストリザルト10位を大きく上回る大躍進のレースとなった。
続く第2戦スペインGPでは自身初のポールポジションを獲得。だが決勝2周目の第6コーナーでトップを走っていたシモーネ・コルシと接触し転倒。その際にマシンからオイルが漏出し後続のライダーが次々と転倒したことでレースは赤旗中断となる。しかしその後の再レースには無事出走し再び優勝争いを展開、2戦連続の表彰台となる2位を獲得した。
その後のヨーロッパラウンドは他者とのクラッシュやマシントラブルなどもあり思うように結果を残せないレースが続いたが、それでも第4戦イタリアGPでは最後まで2位争いを演じたり、第10戦チェコGPでは自身二度目のポールポジションを獲得するなど前年を大きく上回る存在感を見せるパフォーマンスを発揮していた。

### 事故死
地元日本GPを一ヵ月後に控えた9月5日、ミサノで開催された第12戦サンマリノグランプリ、予選の調子はまずまずといったあたりで、トップから0.787秒差の8番グリッドにつける。迎えた決勝では抜群のスタートを決め、すぐさま序盤から激しい優勝争いを展開。4周目にはトップに立つなど素晴らしい走りを見せた。
だが4番手を走行していた12周目の第11コーナーで、右コーナーアウト側の縁石に深い角度で入り込んだ際、縁石外側と人工芝の間でスリップダウンを起こし、200キロを超えるハイスピードの状態でコース側に転倒する。この時すぐ後ろを走行していたアレックス・デ・アンジェリスが富沢の身体に乗り上げると共に倒れていたマシンと激突し、さらに後ろにいたスコット・レディングも富沢の身体に乗り上げ転倒し、後方2台を巻き込んだ多重クラッシュとなってしまう。富沢はコース上に投げ出されたまま横たわり、すぐにサーキット近郊のリッチョーネ市内の病院へと搬送されたが、現地時間14時20分（日本時間21時20分）に死亡が確認された。享年20（満19歳没）
詳細な死因は明らかにされていないが、治療を担当した医師が記者会見で語ったところによれば、転倒直後にデ・アンジェリスとレディングのマシンが高速で衝突したことによる大動脈破裂が直接の死因と見られている。サーキット内のメディカルセンターに運ばれた時点で心臓に血腫が確認されたほか、病院搬送後に心筋にダメージを負っていることも確認されたという。また遺体を確認した関係者によれば、頭部への外傷はなかったものの首・肩・腰・大腿骨などを骨折していた模様。
イコールコンディションに近い新設クラスでの初ポールポジション、初優勝と才能を開花させ始めた矢先の出来事であった。また事故死の前日にチームとの契約延長に合意し、Moto2クラスに翌年も継続参戦することが内定したばかりであった。
Moto2クラスでは富沢が使用していたゼッケン48を永久欠番にすることを決定し、富沢が出場するはずだった日本グランプリ開催中の10月3日には現地で追悼セレモニーが行なわれ、富沢の両親にゼッケン48のメモリアルプレートや、この年のチャンピオンであるトニ・エリアスの発案でベストプライベーター賞にあたるミシェル・メトロー・トロフィーなどが贈呈された。
ポイントランキングでは、それまでに獲得していた82ポイントが適用され、最終的にランキング13位となった。

## 人物
中学生時代から木村カエラの大ファンであることを公言している。本人曰くファンというよりは「初恋相手」とのことで、周囲のレース関係者にも「レースで優勝したらカエラに会わせて欲しい」とお願いすることが多かったが、事故死により叶わなかった。2010年6月にカエラが結婚を発表した際にはかなりのショックを受けたという。
また自らの愛用するゼッケン番号「48」のつながりから、AKB48も気になっていたという。2010年の日本GPでは、富沢がAKB48の中でも特に好みだという板野友美が富沢のグリッドガールを務めることが決定していた。
ゼッケンの「48」は、自身の名前である「しょうや」から。

## 主なレース戦績

### 日本国内選手権
1994年
- ポケバイレースデビュー

2000年
- ライフポケバイ選手権 GP-1クラスシリーズ2位 (1位:中上貴晶)

2001年
- ミニバイクレースデビュー

2002年
- ミニバイク全国大会 4位

2003年
- ミニバイク全国大会 5位

2004年
- ミニバイク全国大会 優勝

2005年
- ロードレース(125cc)デビュー
- 東日本チャレンジカップ選手権 シリーズ3位 (1位:中上貴晶)
- 全日本ロードレース選手権GP-monoクラス シリーズ4位

2006年
- 全日本ロードレース選手権GP125 シリーズ2位(ホンダ・RS125/FRS)(1位:中上貴晶)
- MFJルーキーオブザイヤー受賞

2007年
- 全日本ロードレース選手権GP125 シリーズ3位 (ホンダ・RS125/TeamProjectμFRS)
- 全日本ロードレース選手権GP250 シリーズ8位 (ホンダ・RS250/TeamProjectμFRS)

2008年
- 全日本ロードレース選手権GP250 シリーズ2位 (ホンダ・RS250/TeamProjectμFRS)

### ロードレース世界選手権
- 凡例
- ボールド体のレースはポールポジション、イタリック体のレースはファステストラップを記録。

| シーズン | クラス | バイク   | チーム           | 1      | 2      | 3       | 4       | 5       | 6       | 7       | 8      | 9      | 10      | 11      | 12     | 13      | 14      | 15     | 16     | 17  | 順位 | ポイント |
| -------- | ------ | -------- | ---------------- | ------ | ------ | ------- | ------- | ------- | ------- | ------- | ------ | ------ | ------- | ------- | ------ | ------- | ------- | ------ | ------ | --- | ---- | -------- |
| 2006年   | 125cc  | ホンダ   | FRS              | SPA    | QAT    | TUR     | CHN     | FRA     | ITA     | CAT     | NED    | GBR    | GER     | CZE     | MAL    | AUS     | JPN Ret | POR    | VAL    |     | -    | 0        |
| 2007年   | 125cc  | ホンダ   | プロジェクトμFRS | QAT    | SPA    | TUR     | CHN     | FRA     | ITA     | CAT     | GBR    | NED    | GER     | CZE     | SMR    | POR     | JPN 22  | AUS    | MAL    | VAL | -    | 0        |
| 2008年   | 250cc  | ホンダ   | プロジェクトμFRS | QAT    | SPA    | POR     | CHN     | FRA     | ITA     | CAT     | GBR    | NED    | GER     | CZE     | SMR    | IND     | JPN 14  | AUS    | MAL    | VAL | 26位 | 2        |
| 2009年   | 250cc  | ホンダ   | CIP Moto-GP250   | QAT 12 | JPN 10 | SPA 12  | FRA Ret | ITA Ret | CAT Ret | NED Ret | GER 13 | GBR 15 | CZE 13  | IND DNS | SMR 12 | POR Ret | AUS 15  | MAL 16 | VAL 10 |     | 17位 | 32       |
| 2010年   | Moto2  | スッター | テクノマグCIP    | QAT 1  | SPA 2  | FRA Ret | ITA 6   | GBR 6   | NED 5   | CAT Ret | GER 18 | CZE 10 | IND DNS | SMR Ret | ARA    | JPN     | MAL     | AUS    | POR    | VAL | 13位 | 82       |